# Nogometni klub Mura
Il Nogometni klub Mura, noto come Mura, era una società calcistica slovena con sede a Murska Sobota, una località nella regione dell'Oltremura.
Fondato nel 1924, il club è fallito nel 2005 a causa di problemi economici.

## Storia
Il club viene fondato a Murska Sobota il 16 agosto 1924 nella sala dei congressi dell'Hotel Dobrai. Il primo match viene giocato in casa il 31 agosto dello stesso anno contro il 1.SŠK Maribor, con la vittoria degli ospiti per 6–0. Nello stesso anno, il club gioca solo un'altra gara contro il SK Merkur Maribor, registrando un'altra sconfitta per 1–3.
Durante gli anni del Regno di Jugoslavia milita nel campionato della sottofederazione di Lubiana, senza mai eccellere. Dopo lo scoppio della seconda guerra mondiale la regione dell'Oltremura passa sotto l'Ungheria, quindi il Mura accede al campionato ungherese col nome di Mura SE ("Mura Sport Egylet", Associazione Sportiva Mura).
Negli anni della Jugoslavia socialista, passa la maggior parte delle stagioni nel campionato della Slovenska republiška nogometna liga, massima serie slovena, terza serie jugoslava. Nel 1975 conquista la Slovenski republiški nogometni pokal, trofeo che gli dà l'accesso alla Coppa di Jugoslavia.
Il miglior periodo nella storia del club è dopo il 1991, dopo la dissoluzione della Jugoslavia e l'indipendenza della Slovenia. I migliori piazzamenti in campionato sono i secondi posti nella 1. SNL 1993-94 (nello stesso anno è finalista nella coppa nazionale) e 1997-98. Nel maggio 1995 vince la coppa di Slovenia superando il Celje per 2–1 nella doppia sfida. Oltre ad accedere alla Coppa delle Coppe, viene anche invitato a sfidare i campioni dell'Olimpia Lubiana per contendersi la prima edizione della Supercoppa slovena (sconfitta 1–2).
Successivamente il Mura infila una serie di risultati contrastanti, nonostante la presenza di allenatori molto apprezzati come Miroslav Blažević. Il club diventa finanziariamente instabile: nell'ultima stagione si piazza all'ottavo posto su 12, ma non riesce ad ottenere la licenza dalla Federcalcio slovena per quella successiva. Questo porta allo scioglimento del club nel 2005.
In città viene fondato un nuovo club, il ND Mura 05, che però non è legalmente considerato come continuazione del NK Mura, bensì come nuova società, quindi i record ed i riconoscimenti sono tenuti separati dalla Federcalcio. Nel 2013 verrà sciolto anche il Mura 05, ed al suo posto nascerà il NŠ Mura.

## Stadio
Il club giocava le gare casalinghe allo Stadio Fazanerija, che ha una capacità di 5400 posti.

## Coppe europee
| Stagione | Coppa             | Turno                | Avversario   | Casa | Fuori | Totale |
| -------- | ----------------- | -------------------- | ------------ | ---- | ----- | ------ |
| 1994–95  | Coppa UEFA        | Turno preliminare    | Aarau        | 0–1  | 0–1   | 0–2    |
| 1995–96  | Coppa delle Coppe | Turno preliminare    | Žalgiris     | 2–1  | 0–2   | 2–3    |
| 1996–97  | Coppa UEFA        | 1º turno preliminare | Bečej        | 2–0  | 0–0   | 2–0    |
| 1996–97  | Coppa UEFA        | 2º turno preliminare | Lyngby       | 0–2  | 0–0   | 0–2    |
| 1998–99  | Coppa UEFA        | 1º turno preliminare | Daugava Rīga | 6–1  | 2–1   | 8–2    |
| 1998–99  | Coppa UEFA        | 2º turno preliminare | Silkeborg    | 0–0  | 0–2   | 0–2    |

## Palmarès

### Competizioni nazionali
- Slovenska republiška nogometna liga: 1

1969-1970
- Coppa di Slovenia: 1

1994-1995

### Altri piazzamenti
- Campionato sloveno:

Secondo posto: 1993-1994, 1997-1998
Terzo posto: 1992-1993, 1995-1996
- Coppa di Slovenia:

Finalista: 1993-1994
Semifinalista: 1996-1997, 1997-1998, 1998-1999
- Supercoppa di Slovenia:

Finalista: 1995